# 올리버 트위스트 (1948년 영화)
《올리버 트위스트》(영어: Oliver Twist)는 1948년에 개봉한 찰스 디킨스의 1837년 소설 올리버 트위스트를 영화화 한 것이다.

## 출연
- 존 하워드 데이비스 - 올리버 트위스트
- 알렉 기네스 - 페긴
- 로버트 뉴턴 - 빌 사이키스
- 케이 워시 - 낸시
- 헨리 스티븐슨 - 브라운로
- 프란시스 L. 설리번 - 버블

## 한국판 성우진(KBS)
- 박영남 - 올리버 트위스트(존 하워드 데이비스)
- 안종국 - 페긴(알렉 기네스) / 그림위그(프레데릭 로이드)
- 이정구 - 빌 사이키스(로버트 뉴턴)
- 강희선 - 낸시(케이 워시) / 샬롯(다이아나 도스)
- 이경자 - 베드윈(에이미 베네스)
- 박상일 - 버블(프란시스 L. 설리번)
- 임수아 - 코니(메리 클레어) / 소워베리 부인(캐슬린 해리슨)
- 최흘 - 브라운로(헨리 스티븐슨)
- 남궁윤 - 몽크스(랠프 트루먼)
- 장정진 - 이사회 인원(아이버 바나드)
- 김준 - 노아(마이클 디어)
- 이규화 - 나레이션